# 志賀高原ロープウェイ

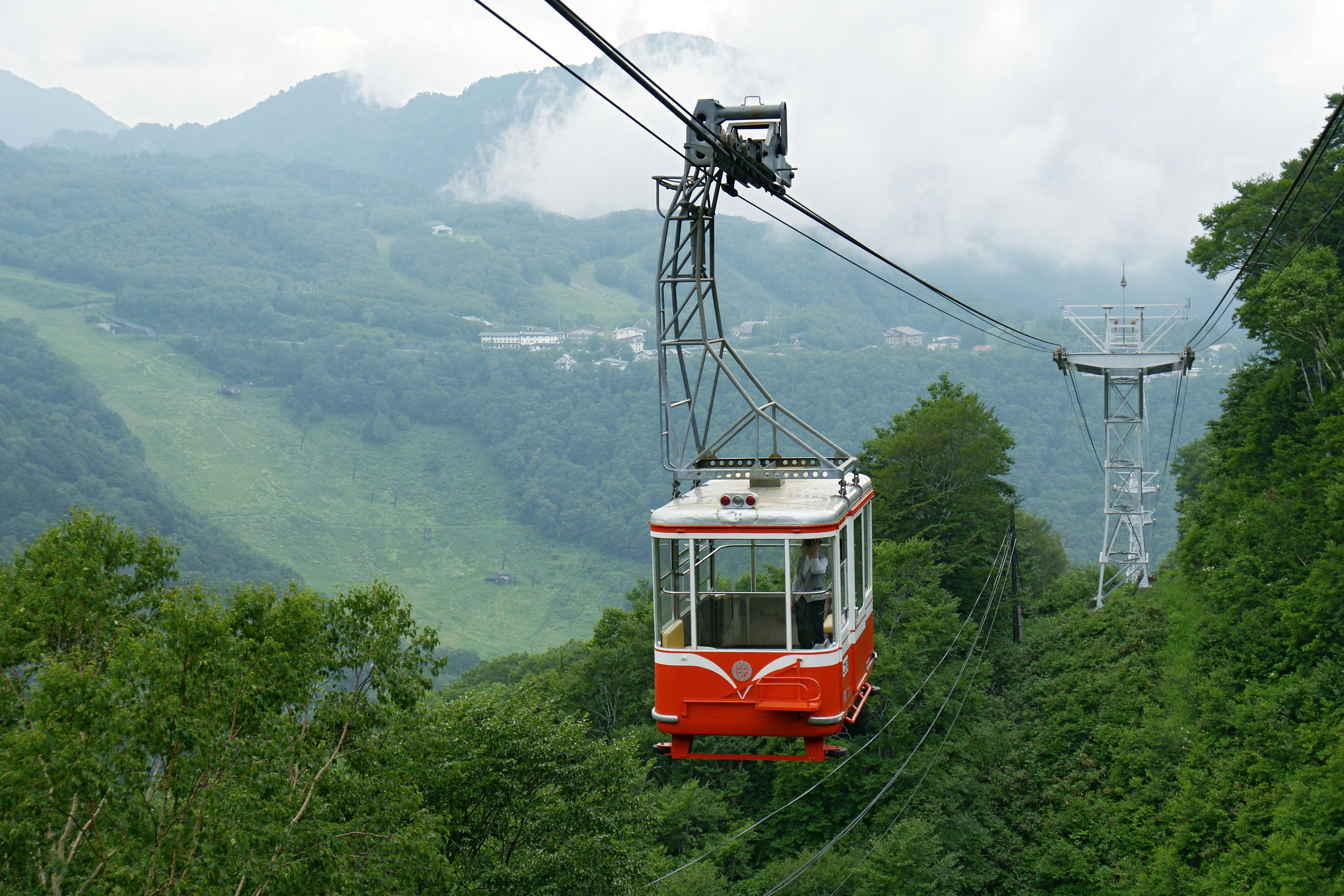
発哺温泉駅より

志賀高原ロープウェイ（しがこうげんロープウェイ）は、かつて長野県下高井郡山ノ内町にあった索道。志賀高原リゾート開発株式会社が運営していた。

## 路線データ
蓮池駅　－　発哺温泉駅
- 全長：1500m
- 高低差：100m
- 走行方式：交走式
- 定員：
- 運転時分：8分
- 駅数：2駅

このほか、発哺温泉駅 - 高天ヶ原間を結ぶ高天ヶ原リフトもある。これを利用すると高天ヶ原マンモススキー場まで登る事ができる。

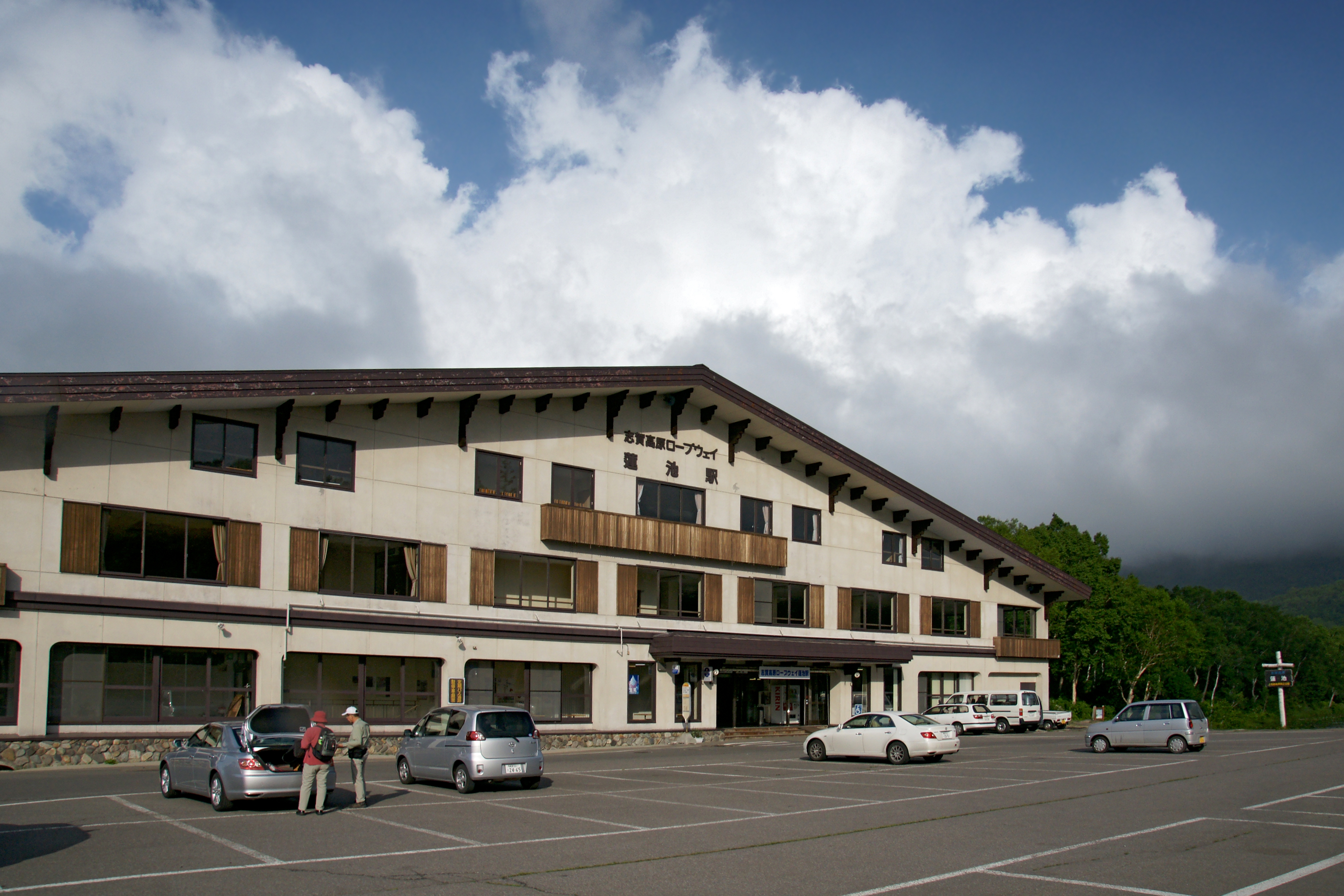
蓮池駅舎
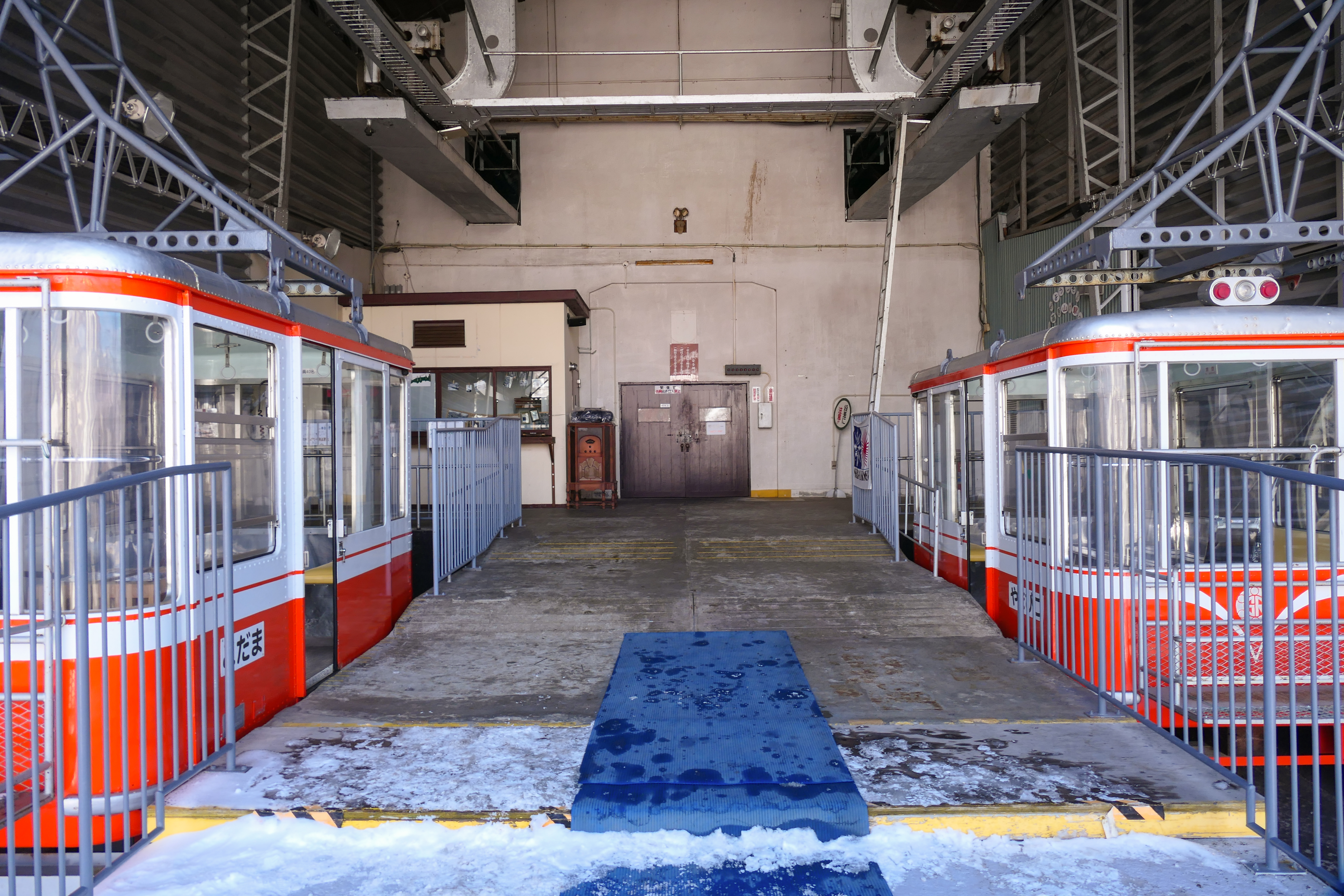
蓮池駅構内
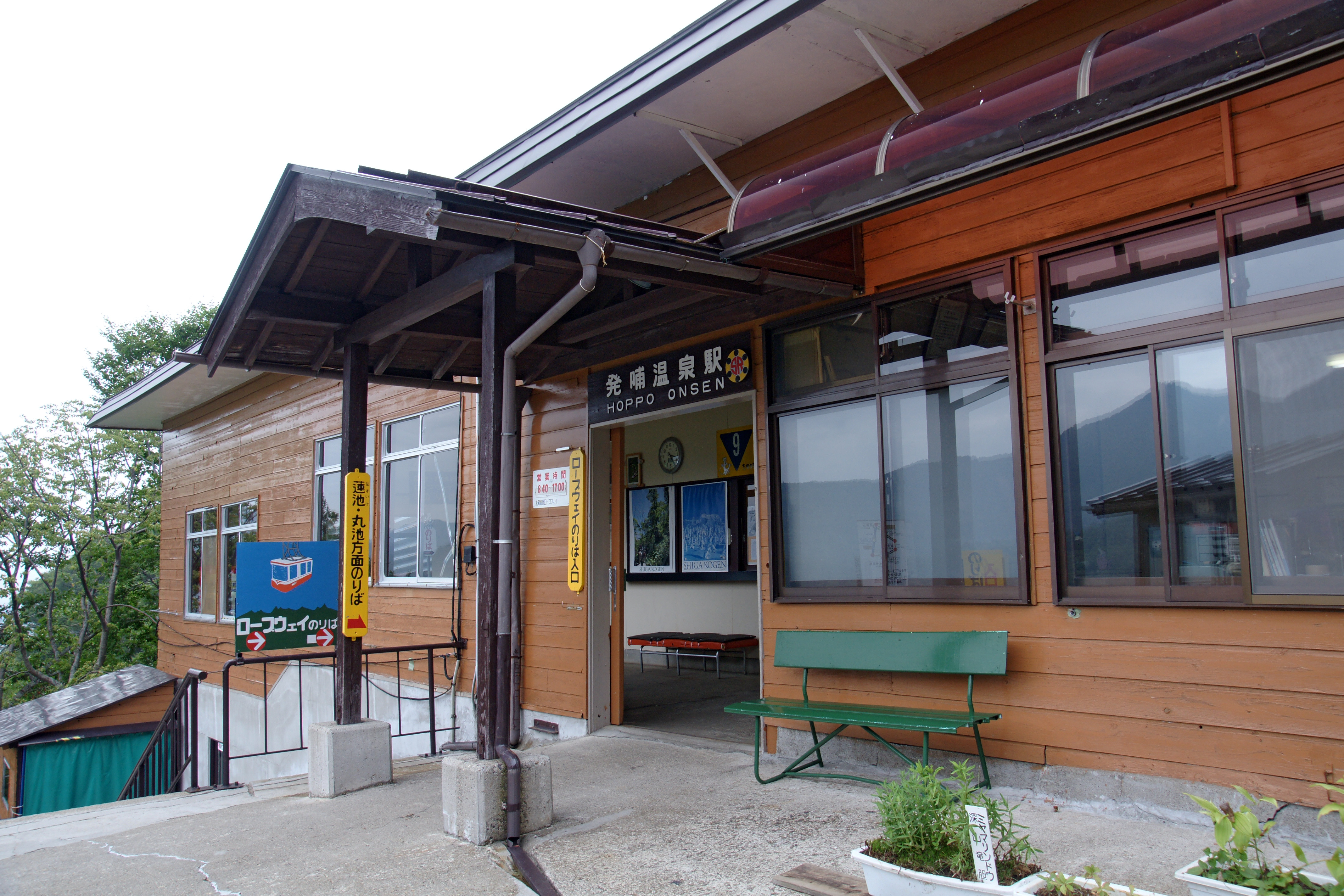
発哺温泉駅舎
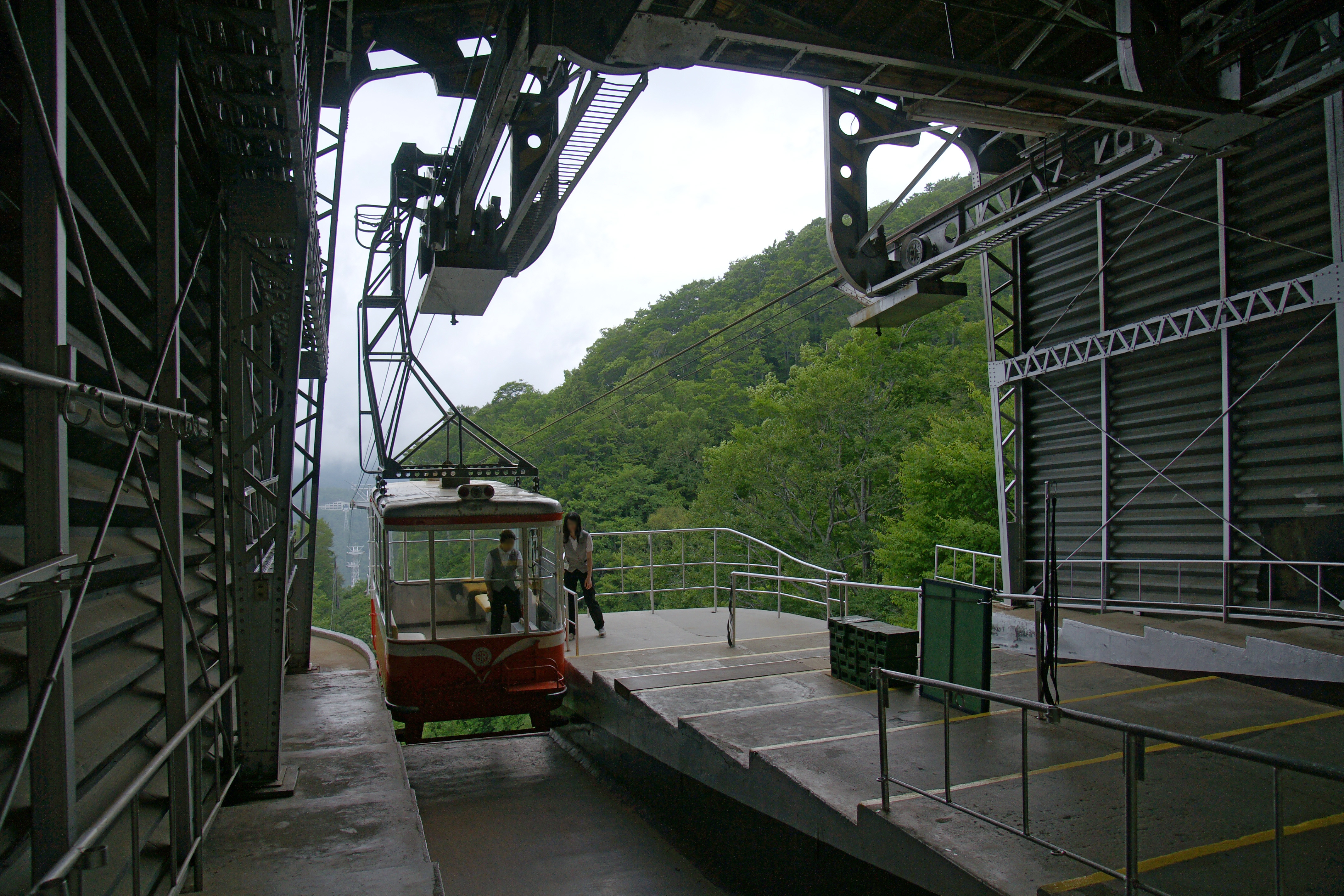
発哺温泉駅構内

## 歴史
1960年（昭和35年）3月13日、蓮池 - 発哺温泉間開業。完成間もないころは今よりも格段に道路事情が悪く、冬季の道路閉鎖などもあり、高天ヶ原やさらに上部の住人等の重要交通手段となっていた時もあった。
長野県北部地震の影響により、2011年（平成23年）夏シーズンは7月からの営業開始が予定されていたが、点検によって機械設備に問題があることが判明し、運行の休止が決定。
2011年5月25日、施設の老朽化に伴い全線休止。同年6月22日に、利用客が最盛期の7分の1程度へ減少したことも理由として、国土交通省へ廃止の届け出を行う予定と報道された。

## 接続路線
長電バス
- 蓮池駅

長野駅から急行バス、または長野電鉄湯田中駅から路線バスを使い、奥志賀高原ホテル行で「蓮池」下車。
または白根火山行で「志賀高原ロープウェイ」下車。
- 「蓮池」「志賀高原ロープウェイ」間は200m程しか離れていないので歩いても向かえる。

- 発哺温泉駅

長野駅から急行バス、または長野電鉄湯田中駅から路線バスを使い志賀高原方面へ。「蓮池」から「奥志賀高原ホテル」行で「発哺温泉」下車（一部は通過）。
- 志賀高原スキー場内という事もあり、夏季と冬季では路線に変更のある場合がある。